# 西藏交通

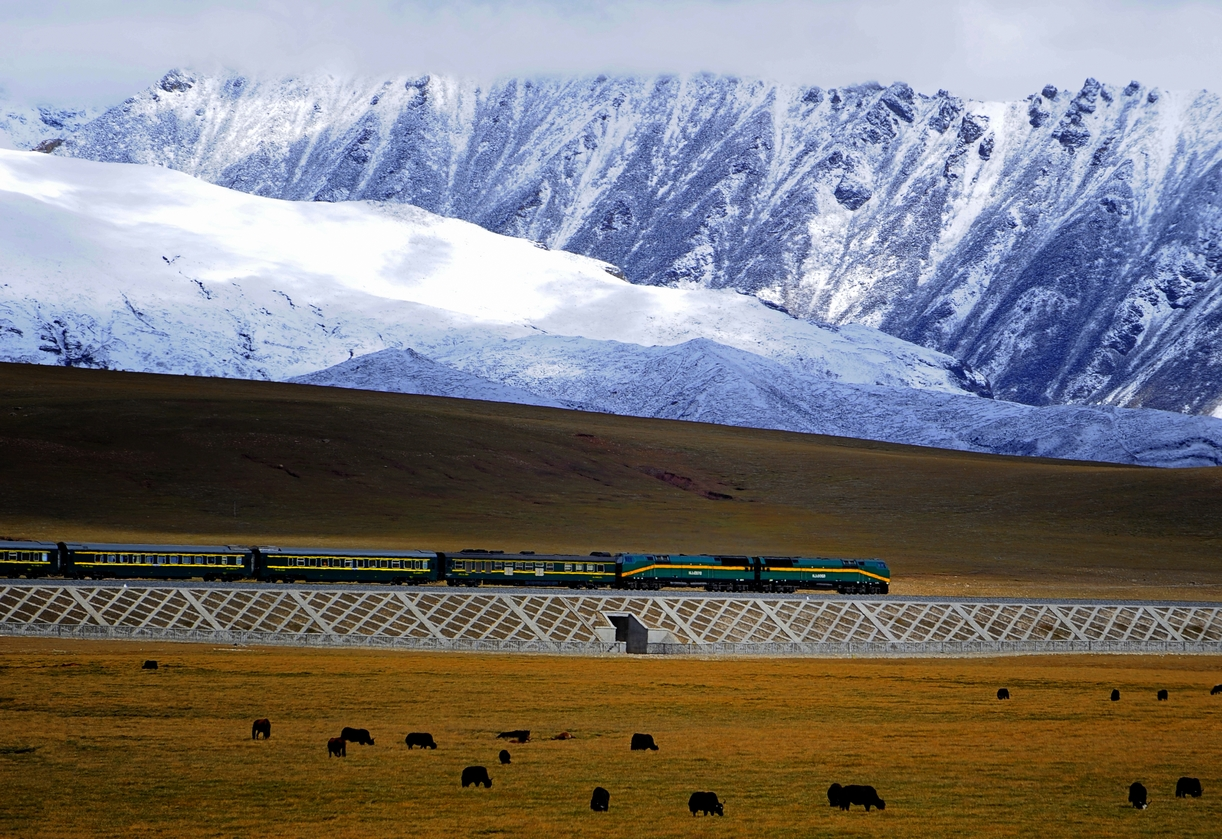
羊八井以北的冰川和青藏铁路

西藏交通介绍了中华人民共和国西藏自治区的交通状况。

## 历史
古時西藏對外來往仰賴的是獸力運輸與西方的採礦建設協助，現代化相對中國其他地區緩慢得多，但1959年政府建政後大力發展西藏的民間交通，提高偏遠地區物資、藥品等的投送，自改革開放後補助許多的企業，而開展的重大公共建設更多樣，先後注資修建了四條公路（青藏公路、新藏公路、川藏公路、滇藏公路）、青藏鐵路和拉日铁路，而拉林铁路和拉林高等級公路則已經開始施工。
2009年，西藏投入2.2亿元启动“溜索改桥”工程，对昌都、林芝、日喀则和那曲四个地（市）的84条溜索进行改造，经过四年建设，于2013年全部改造完工。

## 民航
西藏平均海拔超过4000米，空气稀薄，气候复杂，被国际航空界视为“飞行禁区”。1965年3月1日，一架伊尔-18型飞机从北京起飞，于次日飞抵西藏当雄机场，标志着西藏民航正式开通。当雄机场位于西藏自治区拉萨市当雄县，于1956年4月26日建成，5月26日完成首次试航。1966年11月25日，随着贡嘎机场投入运营，当雄机场停止民航运营。
截止2015年，西藏已形成以拉萨贡嘎国际机场为中心，昌都邦达、林芝米林、阿里昆莎和日喀则和平机场为支线的五大机场网络，开通国内外航线58条、通航城市29个，高峰期每天进出藏航班有100多架次，年旅客吞吐量达到275.9万人次。而自治區第六個民用機場那曲達仁機場正在規劃中。
西藏航空创立于2010年8月20日，于2011年7月26日正式首航，主运行基地位于拉萨贡嘎机场。公司目前为全空客机队，机型包括A319、A320、A330。2017年底，公司机队规模将达到25架，到“十三五”末,机队将达到40架左右的规模。

## 公路

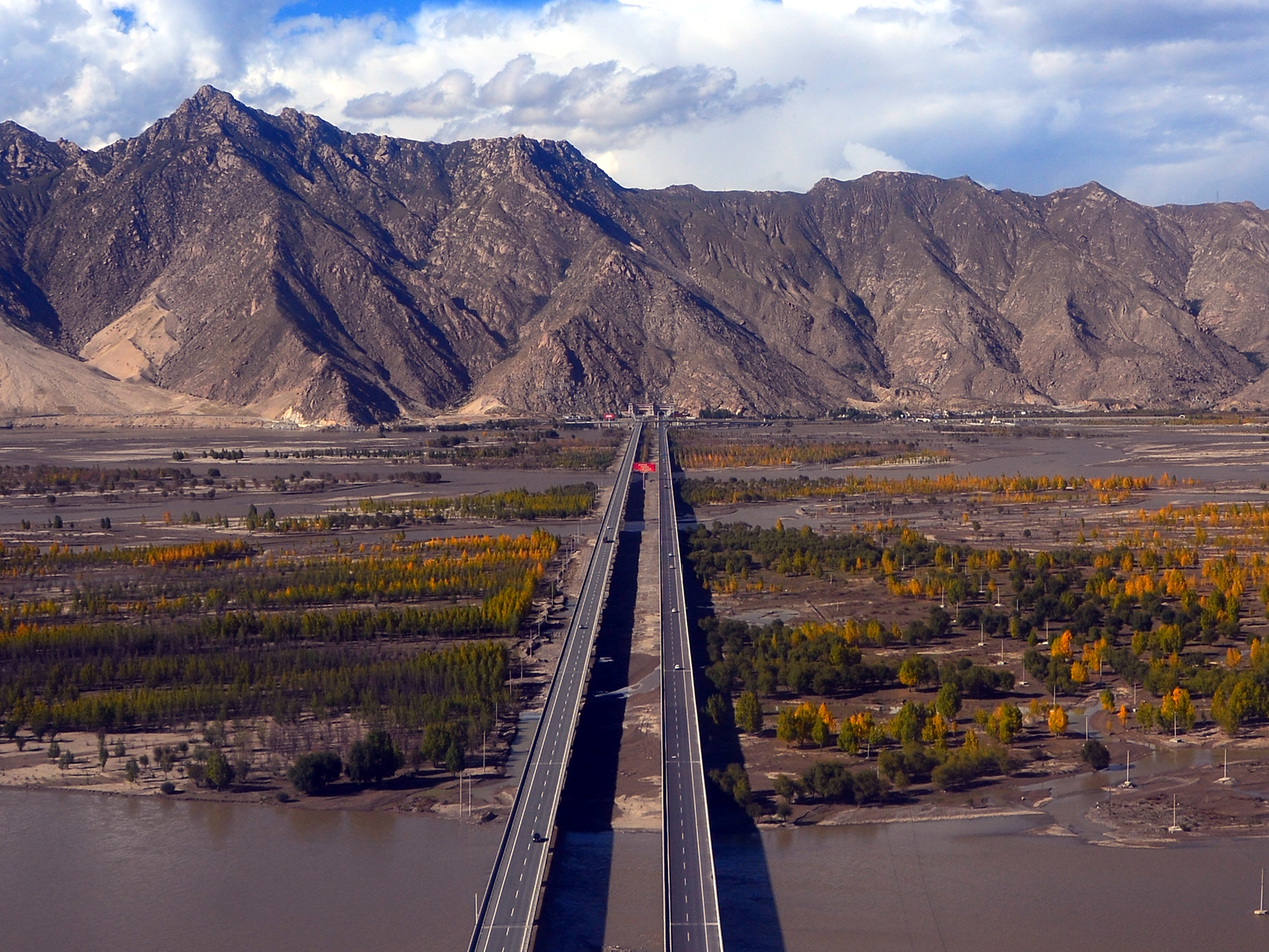
拉萨至贡嘎机场高速公路

1965年，西藏全区公路总里程仅1.4万多公里。截止到2009年底，全区公路总里程达5.36万公里。其中，国道5618.20公里，省道6269.11公里，县道11081.12公里，乡道14564.77公里，专用公路2345.92公里，村道13755.24公里，县道、乡道、村道分别比上年末增加513.60公里、979.45公里、827.36公里。
2011年7月17日，連接拉薩和貢嘎機場的高速公路（国家高速G4218，原藏高速S1）通車，結束了西藏沒有高速公路的歷史。
2013年10月31日，全长约117公里、总投资近16亿元的墨脱公路建成通车。墨脱道路的通车，标志着当地的猴子路、骡马道、溜索桥和背夫逐步退出历史舞台。
拉林高等级公路一期拉萨段和林芝段于2013年5月开工建设，已于2015年9月通车。二期也通过了验收。目前，只有控制性工程米拉山隧道及前后延伸主线还在建设之中，预计于2018年4月完工。
截至2016年底，西藏公路通车总里程已达8.2万公里；逐步形成以拉萨为中心，“三纵、两横、六通道”为骨架，东连四川、云南，西接新疆，北连青海，南通印度、尼泊尔，地市互通，县乡连接的公路交通网络。中国交通运输部在《关于进一步推进西藏交通运输科学发展的若干意见》中提出要加快完善西藏综合交通运输体系。计划到2020年，公路总里程突破11万公里、农村公路里程超过7万公里、干线公路高等级化里程超过1200公里，形成以拉萨为中心、覆盖6个地（市）的“3小时综合交通圈”。

## 铁路

### 建成铁路

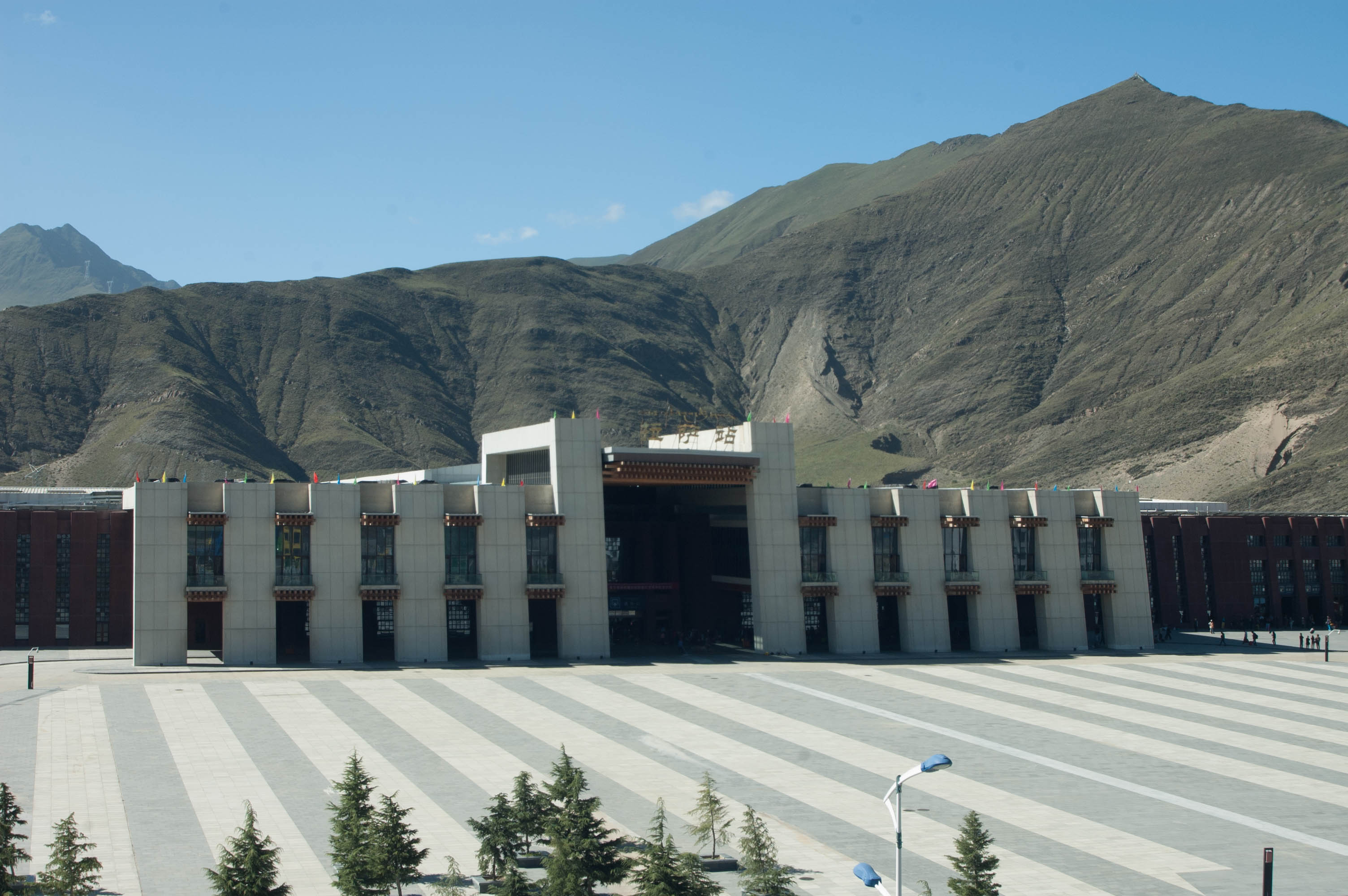
拉萨火车站

2006年7月1日，全长1956公里的青藏铁路通车，2015年的旅客運送量為2338.4万人，貨物運送量為4404.9万吨。
作为青藏铁路的延伸线，全长251公里的拉萨至日喀则拉日铁路于2014年8月15日开通运营，首趟客车于8月16日9时从拉萨站发出。拉日铁路结束了西藏西南地区长期单一依赖公路交通的历史。根据国家规划，拉日铁路将北接青藏铁路，南连日喀则至聂拉木、日喀则至吉隆、日喀则至亚东口岸的铁路，通往尼泊尔和印度的国际铁路大通道中尼铁路也将会在此基础上形成。
拉薩至林芝段的拉林铁路2014年12月19日正式动工建设，于2021年6月25日建成通车。

### 建设中及即将建设铁路
川藏铁路是繼青藏鐵路之後的第二條「天路」，起於四川成都，終點為西藏拉薩，设计全长1629公里，其中西藏段长979公里，四川段长650公里，共包括三大路段：成康铁路（成都-康定）、康林铁路（康定-林芝）、拉林铁路（拉萨-林芝）。川藏鐵路成都至雅安段成雅铁路（成康铁路东段）和拉林铁路均已建成。预计2030年全线贯通。
中尼铁路日喀则至中国、尼泊尔边境吉隆段正在施工。之后尼泊尔境内预计需要9年建设。中尼铁路全程通车要到2030年之后。
拉墨铁路从拉萨站向东北沿拉萨河南岸布线，经拉萨市堆龙德庆县柳梧新区、西藏文化创意产业园、城关区、达孜县，到达墨竹工卡县，是一条地区铁路，采用国铁Ⅲ级，线路全长72.62km。2019年时已完成大部分研究专题编制。
2016年11月15日，西藏自治區宣布，繼青藏鐵路和川藏鐵路後，將連結雲南與西藏的滇藏鐵路建設，列入未來5年的計劃。川藏铁路和滇藏鐵路将汇于西藏自治区八宿县帮达镇，之后经林芝连入拉林铁路。

### 中长期计划建设铁路
新藏铁路从新疆和田市到日喀则屬《十二五綜合交通運輸體系規劃》中五條進藏路線之一，尚未有具体时间规划。
甘藏鐵路从甘肅蘭州至青海玉树、西藏昌都，汇入川藏铁路到达拉薩的鐵路，全長約740公里，仍處於規劃中。
那昌铁路从青藏铁路上的那曲站向东到川藏铁路的昌都站。狮那铁路从那曲站向西到西藏阿里地区的狮泉河镇，继续向西交入新藏铁路。